# Vatteville-la-Rue
Vatteville-la-Rue – miejscowość i gmina we Francji, w regionie Normandia, w departamencie Sekwana Nadmorska Przez miejscowość przepływa Sekwana.
Według danych na rok 1990 gminę zamieszkiwało 897 osób, a gęstość zaludnienia wynosiła 18 osób/km² (wśród 1421 gmin Górnej Normandii Vatteville-la-Rue plasuje się na 273. miejscu pod względem liczby ludności, natomiast pod względem powierzchni na miejscu 1.).